# HMS Donovan
| 전문가 평가 | 전문가 평가 |
| 평가 점수   | 평가 점수   |
| 출처        | 점수        |
| ----------- | ----------- |
| Allmusic    | [ 1 ]       |

《HMS Donovan》은 영국의 싱어송라이터 도노반의 아홉 번째 스튜디오 음반이자 열 번째 스튜디오 음반이다. 이 음반은 《A Gift from a Flower to a Garden》의 《For Little Ones》 부분에 이어 도노반의 동요의 두 번째 음반이다. 《HMS Donovan》은 1971년 7월, 영국에서 발매된 도노반의 두 번째 더블 음반이다.

## 배경
도노반이 동명의 밴드와 함께 녹음한 1970년 음반 《Open Road》의 발매 이후, 그와 그의 밴드 동료들은 부분적으로 보트를 타고 국제 투어를 시작했다. 1970년 10월, 영국으로 돌아가 브라이언 존스의 여자친구였던 린다 로렌스와 결혼했다. 린다가 첫 아이를 임신했을 때, 도노반은 1968년 7월부터 1971년까지 녹음된 동요 음반을 완성하기 위해 일하기 시작했다.
도노반은 1968년부터 이 음반을 구상하기 시작했다. 그 해 폴 매카트니와의 세션에서 그는 에코이 펌프 오르간과 이탈리아어로 외치는 한 남자를 묘사하며 음반의 시작을 설명했고, 이후 〈The Walrus and The Carpenter〉로 사라지게 될 일련의 서커스 연주를 발표했다. 그는 또한 〈Blackbird〉 녹음을 마친 매카트니를 위해 〈Mr. Wind〉와 〈The Unicon〉을 연주했다. 〈Mr. Wind〉의 데모는 《Barabajagal》 세션 후 음성 효과 없이 녹음되었다. 이 노래의 원래 가사는 《HMS Donovan》이 발매되기 4년 전 영국판 《Sunshine Superman》에서 인쇄되었다.
《HMS Donovan》의 곡 중 절반 이상이 전통 민요, 찬송가, 어린이를 위한 고전시이며, 도노반이 독창적인 선율을 설정했다. 많은 시들은 허버트 스트랭에 의해 편찬된 《어린이를 위한 100개의 시》라는 책에서 나왔다. 다른 시들은 루이스 캐럴의 《이상한 나라의 앨리스》와 《거울 나라의 앨리스》에서 나왔다.

## 재발매
1998년 1월, BGO 레코드는 영국에서 《HMS Donovan》(BGOCD372)을 CD로 재발매했다. 미디어 아트라는 레이블은 2009년 대한민국에서 이 음반을 CD로 발매했다.
2020년, 도노반의 레이블 도노반 디스크는 이 음반을 리마스터링했고 https://donovan.ie/에서 다양한 형태로 그의 웹사이트를 통해 사용할 수 있게 했다. 이 음반은 팬들이 사용할 수 있게 된 유일한 리마스터 버전이다.

## 곡 목록
| #  | 제목                             | 작사·작곡           | 재생 시간 |
| -- | -------------------------------- | ------------------- | --------- |
| 1. | 〈The Walrus and the Carpenter〉 | 루이스 캐럴, 도노반 | 8:36      |
| 2. | 〈Jabberwocky〉                  | 캐럴, 도노반        | 2:37      |
| 3. | 〈The Seller of Stars〉          | 토라 스토웰, 도노반 | 2:52      |
| 4. | 〈Lost Time〉                    | 프리다 울프, 도노반 | 2:29      |
| 5. | 〈The Little White Road〉        | 스토웰, 도노반      | 2:05      |
| 6. | 〈The Star〉                     | 제인 테일러, 도노반 | 1:45      |

| #  | 제목                         | 작사·작곡                          | 재생 시간 |
| -- | ---------------------------- | ---------------------------------- | --------- |
| 1. | 〈Coulter's Candy〉          | 민요, 도노반 (편곡)                | 1:44      |
| 2. | 〈The Road〉                 | 루시 다이아몬드, 도노반            | 1:08      |
| 3. | 〈Things to Wear〉           | 아그네스 그로지어 허버트슨, 도노반 | 1:06      |
| 4. | 〈The Owl and the Pussycat〉 | 에드워드 리어, 도노반              | 2:24      |
| 5. | 〈Homesickness〉             | 도노반                             | 2:31      |
| 6. | 〈Fishes in Love〉           | 도노반                             | 1:04      |
| 7. | 〈Mr. Wind〉                 | 도노반                             | 2:38      |
| 8. | 〈Wynken, Blynken, and Nod〉 | 유진 필드, 도노반                  | 2:38      |

| #  | 제목                       | 작사·작곡   | 재생 시간 |
| -- | -------------------------- | ----------- | --------- |
| 1. | 〈Celia of the Seals〉     | 도노반      | 3:02      |
| 2. | 〈The Pee Song〉           | 도노반      | 2:06      |
| 3. | 〈The Voyage of the Moon〉 | 도노반      | 5:18      |
| 4. | 〈The Unicorn〉            | 도노반      | 0:55      |
| 5. | 〈Lord of the Dance〉      | 시드니 카터 | 2:31      |
| 6. | 〈Little Ben〉             | 도노반      | 1:44      |
| 7. | 〈Can Ye Dance〉           | 도노반      | 1:32      |

| #  | 제목                                 | 작사·작곡                    | 재생 시간 |
| -- | ------------------------------------ | ---------------------------- | --------- |
| 1. | 〈In an Old Fashioned Picture Book〉 | 도노반                       | 3:11      |
| 2. | 〈The Song of the Wandering Aengus〉 | 윌리엄 버틀러 예이츠, 도노반 | 3:56      |
| 3. | 〈A Funny Man〉                      | 나탈리 조안, 도노반          | 1:51      |
| 4. | 〈Lord of the Reedy River〉          | 도노반                       | 2:38      |
| 5. | 〈Henry Martin〉                     | 민요, 도노반 (편곡)          | 5:08      |
| 6. | 〈Queen Mab〉                        | 토머스 후드, 도노반          | 2:18      |
| 7. | 〈La Moora〉                         | 도노반                       | 2:21      |